# Dolní Dubňany
Dolní Dubňany (německy Unterdubnian) jsou obec v okrese Znojmo v Jihomoravském kraji. Žije zde 473 obyvatel.

## Historie
První písemná zmínka o vesnici pochází z roku 1351. Od roku 1530 patřila celá ves k moravskokrumlovskému panství, u kterého setrvala až do zrušení patrimoniální správy v roce 1848.

## Přírodní poměry
Vesnice stojí v Jevišovické pahorkatině a protéká jí Dolnodubňanský potok, který je přítokem Rokytné. Katastrálním územím severně od vesnice protéká Dobřínský potok, na kterém se nachází Dolnodubňanská nádrž, označovaná také jako Balaton. U jejího severozápadního břehu se nachází přírodní památka Široký.

## Pamětihodnosti
- Kostel svatého Václava – jednolodní románský chrám pochází ze 2. poloviny 13. století, upravovaný v pozdějších dobách. Kostel stojí ve svahu nad východním okrajem obce.